# Jacques Bonne Gigault de Bellefonds

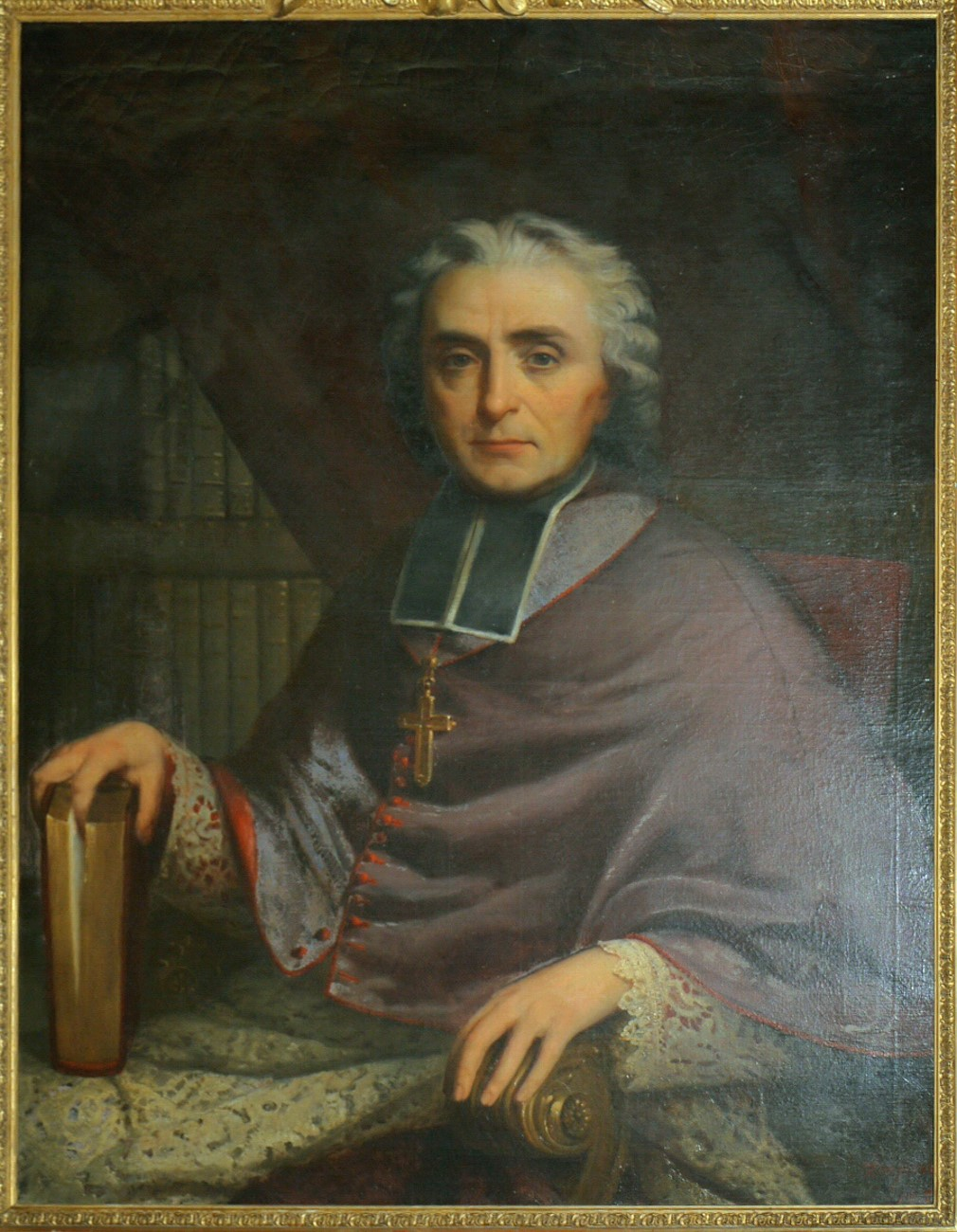
Jacques Bonne Gigault de Bellefonds (Anonym)

Jacques Bonne Gigault de Bellefonds (* 1. Mai 1698 in Château de Montifray bei Beaumont-la-Ronce; † 20. Juli 1746 in Paris) war ein französischer Prälat. Er war Erzbischof von Arles von 1741 bis 1746 sowie kurze Zeit Erzbischof von Paris.

## Leben
Jacques Bonne Gigault de Bellefonds war der Sohn von Charles Gigault de Bellefonds, Seigneur de Chassin (* 1670), und Marie Anne Catherine Binet de Montifroy. Sein Bruder war Charles Joseph Bernardin Gigault de Bellefins, Comte de Bellefonds (1697–1723).
Er wurde um 1723 zum Priester geweiht. Am 8. Oktober 1735 wurde er zum Bischof von Bayonne ernannt. Papst Clemens XII. bestätigte diese Ernennung am 27. Februar 1736. Kardinal Melchior de Polignac, Erzbischof von Auch, weihte ihn zum Bischof am 25. März 1736. Am 20. August 1741 wurde er zum Erzbischof von Arles ernannt, am 25. November 1741 trat er als Bischof von Bayonne zurück. Papst Benedikt XIV. bestätigte seine Ernennung am 20. Dezember 1741.
Am 4. März 1746 wurde er zum Erzbischof von Paris ernannt, die Bestätigung durch Benedikt XIV. erfolgt am 2. Mai 1746. Mit diesem Amt war der Titel eines Duc de Saint-Cloud verbunden, kurz nach dem Amtsantritt wurde er zum Pair de France ernannt.
Gigault de Bellefonds Amtszeit in Paris war nur kurz, er starb am 20. Juli 1746 an den Pocken. Zehn Tage zuvor, am 10. Juli 1746, hatte er Charles-Gui Le Borgne de Kermorvan, den neuen Bischof von Tréguier, geweiht.
Seine Laufbahn war durch seine Opposition zum Jansenismus gekennzeichnet. Zudem verurteilte er wenige Tage vor seinem Tod Denis Diderots Pensées philosophiques.
Jacques Bonne Gigault de Bellefonds wurde in Notre-Dame de Paris bestattet.